# Azzurra Volley Firenze 2022-2023
Questa voce raccoglie le informazioni riguardanti l'Azzurra Volley Firenze nelle competizioni ufficiali della stagione 2022-2023.

## Stagione
Nella stagione 2022-23 l'Azzurra Volley Firenze assume la denominazione sponsorizzata de Il Bisonte Firenze; sposta inoltre la sede sociale da San Casciano in Val di Pesa a Firenze.
Partecipa per la nona volta alla Serie A1; chiude la regular season di campionato al decimo posto in classifica, qualificandosi per i play-off Challenge Cup: perde la finale contro il Casalmaggiore.

## Organigramma societario
Area direttiva
- Presidente: Elio Sità

Area tecnica
- Allenatore: Massimo Bellano (fino al 30 dicembre 2022), Carlo Parisi (dal 4 gennaio 2023)
- Allenatore in seconda: Marcello Cervellin
- Assistente allenatore: Francesco Onori, Carlo Maria Mitti, Maurizio Negro
- Scout man: Lorenzo Librio

Area sanitaria
- Fisioterapista: Michele Savarese

## Rosa
| N° | Nome              | Ruolo | Data di nascita   | Nazionalità sportiva |
| -- | ----------------- | ----- | ----------------- | -------------------- |
| 1  | Rhamat Alhassan   | C     | 7 settembre 1996  | Stati Uniti          |
| 2  | Amandha Sylves    | C     | 29 dicembre 2000  | Francia              |
| 3  | Carlotta Cambi    | P     | 28 maggio 1996    | Italia               |
| 5  | Silvia Lotti      | S     | 17 giugno 1992    | Italia               |
| 4  | Britt Herbots     | S     | 24 settembre 1999 | Belgio               |
| 6  | Gaia Guiducci     | P     | 9 marzo 2002      | Italia               |
| 7  | Celine Van Gestel | S     | 7 settembre 1997  | Belgio               |
| 9  | Sara Panetoni     | L     | 6 maggio 2000     | Italia               |
| 10 | Jolien Knollema   | S     | 5 gennaio 2003    | Paesi Bassi          |
| 11 | Anna Adelusi      | S     | 10 giugno 2003    | Italia               |
| 12 | Terry Enweonwu    | S     | 12 maggio 2000    | Italia               |
| 13 | Emma Graziani     | C     | 16 agosto 2002    | Italia               |
| 15 | Sylvia Nwakalor   | O     | 12 agosto 1999    | Italia               |
| 17 | Bianca Lapini     | L     | 13 luglio 2002    | Italia               |
| 18 | Dayana Kosareva   | S     | 24 agosto 1999    | Italia               |
| 23 | Ofelia Malinov    | P     | 29 febbraio 1996  | Italia               |

## Mercato
| Acquisti | Acquisti        | Acquisti              | Acquisti   |
| R.       | Nome            | da                    | Modalità   |
| -------- | --------------- | --------------------- | ---------- |
| S        | Anna Adelusi    | Club Italia           | definitivo |
| C        | Rhamat Alhassan | Chieri '76            | definitivo |
| P        | Gaia Guiducci   | Wealth Planet Perugia | definitivo |
| S        | Britt Herbots   | AGIL                  | definitivo |
| S        | Dayana Kosareva | Megavolley            | definitivo |
| S        | Silvia Lotti    | Assitec               | definitivo |
| P        | Ofelia Malinov  | Savino Del Bene       | definitivo |

| Cessioni | Cessioni           | Cessioni        | Cessioni   |
| R.       | Nome               | a               | Modalità   |
| -------- | ------------------ | --------------- | ---------- |
| C        | Yvon Beliën        | Savino Del Bene | definitivo |
| P        | Francesca Bonciani | -               | ritirata   |
| P        | Carlotta Cambi     | AGIL            | definitivo |
| C        | Astou Diagne       | Hermaea         | definitivo |
| L        | Maddalena Golfieri | ?               | definitivo |

## Risultati

### Serie A1

#### Girone di andata
| 1ª giornata - 23 ottobre 2022 PalaWanny, Firenze              | Firenze         | 2 - 3 | UYBA                  | 25-16, 17-25, 25-16, 21-25, 10-15 |
| 2ª giornata - 26 ottobre 2022 Palazzetto dello sport, Bergamo | Bergamo 1991    | 3 - 0 | Firenze               | 25-19, 25-17, 27-25               |
| 3ª giornata - 30 ottobre 2022 PalaWanny, Firenze              | Firenze         | 3 - 0 | Pinerolo              | 25-10, 25-20, 25-18               |
| 4ª giornata - 2 novembre 2022 PalaFontescodella, Macerata     | Helvia Recina   | 0 - 3 | Firenze               | 11-25, 20-25, 16-25               |
| 5ª giornata - 6 novembre 2022 PalaMaddalene, Chieri           | Chieri '76      | 3 - 0 | Firenze               | 25-22, 25-14, 25-12               |
| 6ª giornata - 13 novembre 2022 PalaWanny, Firenze             | Firenze         | 2 - 3 | Cuneo Granda          | 25-20, 23-25, 25-16, 21-25, 12-15 |
| 7ª giornata - 16 novembre 2022 PalaCarneroli, Urbino          | Megavolley      | 0 - 3 | Firenze               | 20-25, 25-27, 11-25               |
| 8ª giornata - 20 novembre 2022 PalaTerdoppio, Novara          | AGIL            | 3 - 0 | Firenze               | 25-19, 25-23, 25-22               |
| 9ª giornata - 27 novembre 2022 PalaWanny, Firenze             | Firenze         | 3 - 1 | Wealth Planet Perugia | 25-17, 18-25, 25-18, 25-20        |
| 10ª giornata - 4 dicembre 2022 PalaWanny, Firenze             | Firenze         | 1 - 3 | Casalmaggiore         | 18-25, 25-22, 20-25, 17-25        |
| 11ª giornata - 23 novembre 2022 PalaVerde, Villorba           | Imoco           | 3 - 1 | Firenze               | 25-18, 20-25, 25-18, 28-26        |
| 12ª giornata - 18 dicembre 2022 PalaWanny, Firenze            | Firenze         | 0 - 3 | Pro Victoria          | 19-25, 25-27, 21-25               |
| 13ª giornata - 26 dicembre 2022 PalaWanny, Firenze            | Savino Del Bene | 3 - 1 | Firenze               | 25-23, 25-15, 21-25, 25-21        |

#### Girone di ritorno
| 14ª giornata - 7 gennaio 2023 PalaPiantanida, Busto Arsizio                 | UYBA                  | 3 - 0 | Firenze         | 25-20, 25-19, 25-20               |
| 15ª giornata - 15 gennaio 2023 PalaWanny, Firenze                           | Firenze               | 3 - 2 | Bergamo 1991    | 21-25, 25-20, 22-25, 25-19, 15-10 |
| 16ª giornata - 22 gennaio 2023 Palazzetto dello Sport, Villafranca Piemonte | Pinerolo              | 2 - 3 | Firenze         | 25-20, 25-21, 16-25, 23-25, 15-17 |
| 17ª giornata - 5 febbraio 2023 PalaWanny, Firenze                           | Firenze               | 3 - 0 | Helvia Recina   | 25-23, 25-18, 25-23               |
| 18ª giornata - 12 febbraio 2023 PalaWanny, Firenze                          | Firenze               | 3 - 0 | Chieri '76      | 25-16, 25-14, 26-24               |
| 19ª giornata - 21 febbraio 2023 PalaCastagnaretta, Cuneo                    | Cuneo Granda          | 2 - 3 | Firenze         | 25-18, 22-25, 25-19, 20-25, 15-17 |
| 20ª giornata - 25 febbraio 2023 PalaWanny, Firenze                          | Firenze               | 2 - 3 | Megavolley      | 21-25, 23-25, 25-23, 25-22, 13-15 |
| 21ª giornata - 6 marzo 2023 PalaWanny, Firenze                              | Firenze               | 2 - 3 | AGIL            | 25-22, 20-25, 25-22, 23-25, 12-15 |
| 22ª giornata - 11 marzo 2023 PalaEvangelisti, Perugia                       | Wealth Planet Perugia | 3 - 1 | Firenze         | 25-15, 27-25, 17-25, 25-20        |
| 23ª giornata - 18 marzo 2023 PalaRadi, Cremona                              | Casalmaggiore         | 3 - 2 | Firenze         | 25-19, 19-25, 25-21, 19-25, 17-15 |
| 24ª giornata - 26 marzo 2023 PalaWanny, Firenze                             | Firenze               | 0 - 3 | Imoco           | 15-25, 20-25, 17-25               |
| 25ª giornata - 1º aprile 2023 Arena di Monza, Monza                         | Pro Victoria          | 3 - 0 | Firenze         | 25-11, 25-23, 25-22               |
| 26ª giornata - 8 aprile 2023 PalaWanny, Firenze                             | Firenze               | 2 - 3 | Savino Del Bene | 21-25, 14-25, 25-20, 26-24, 7-15  |

#### Play-off Challenge Cup
| Primo turno (gara 1) - 15 aprile 2023 PalaWanny, Firenze       | Firenze       | 3 - 2 | Cuneo Granda | 22-25, 25-19, 19-25, 25-19, 15-10 |
| Primo turno (gara 2) - 19 aprile 2023 PalaCastagnaretta, Cuneo | Cuneo Granda  | 0 - 3 | Firenze      | 16-25, 20-25, 21-25               |
| 1ª giornata - 27 aprile 2023 PalaMaddalene, Chieri             | Chieri '76    | 0 - 3 | Firenze      | 19-25, 18-25, 19-25               |
| 2ª giornata - 30 aprile 2023 PalaPiantanida, Busto Arsizio     | UYBA          | 2 - 3 | Firenze      | 25-21, 25-20, 19-25, 21-25, 13-15 |
| Finale - 27 aprile 2023 PalaRadi, Cremona                      | Casalmaggiore | 3 - 1 | Firenze      | 25-23, 26-24, 29-31, 26-24        |

## Statistiche

### Statistiche di squadra
| Competizione | Punti | In casa | In casa | In casa | In trasferta | In trasferta | In trasferta | Totale | Totale | Totale |
| Competizione | Punti | G       | V       | P       | G            | V            | P            | G      | V      | P      |
| ------------ | ----- | ------- | ------- | ------- | ------------ | ------------ | ------------ | ------ | ------ | ------ |
| Serie A1     | 30/5  | 14      | 6       | 8       | 17           | 7            | 10           | 31     | 13     | 18     |
| Totale       | -     | 14      | 6       | 8       | 17           | 7            | 10           | 31     | 13     | 18     |

G = partite giocate; V = partite vinte; P = partite perse

### Statistiche dei giocatori
| Giocatore     | Serie A1 | Serie A1 | Serie A1 | Serie A1 | Serie A1 | Totale | Totale | Totale | Totale | Totale |
| Giocatore     | P        | PT       | AV       | MV       | BV       | P      | PT     | AV     | MV     | BV     |
| ------------- | -------- | -------- | -------- | -------- | -------- | ------ | ------ | ------ | ------ | ------ |
| A. Adelusi    | 20       | 30       | 26       | 4        | 0        | 20     | 30     | 26     | 4      | 0      |
| R. Alhassan   | 29       | 181      | 126      | 53       | 2        | 29     | 181    | 126    | 53     | 2      |
| C. Cambi      | 13       | 37       | 25       | 7        | 5        | 13     | 37     | 25     | 7      | 5      |
| T. Enweonwu   | 1        | 0        | 0        | 0        | 0        | 1      | 0      | 0      | 0      | 0      |
| E. Graziani   | 25       | 157      | 75       | 66       | 16       | 25     | 157    | 75     | 66     | 16     |
| G. Guiducci   | 25       | 9        | 1        | 5        | 3        | 25     | 9      | 1      | 5      | 3      |
| B. Herbots    | 31       | 521      | 462      | 40       | 19       | 31     | 521    | 462    | 40     | 19     |
| J. Knollema   | 25       | 74       | 58       | 8        | 8        | 25     | 74     | 58     | 8      | 8      |
| D. Kosareva   | 18       | 20       | 18       | 1        | 1        | 18     | 20     | 18     | 1      | 1      |
| B. Lapini     | 7        | 0        | 0        | 0        | 0        | 7      | 0      | 0      | 0      | 0      |
| S. Lotti      | 10       | 0        | 0        | 0        | 0        | 10     | 0      | 0      | 0      | 0      |
| O. Malinov    | 17       | 57       | 39       | 16       | 2        | 17     | 57     | 39     | 16     | 2      |
| S. Nwakalor   | 31       | 505      | 436      | 57       | 12       | 31     | 505    | 436    | 57     | 12     |
| S. Panetoni   | 28       | 0        | 0        | 0        | 0        | 28     | 0      | 0      | 0      | 0      |
| A. Sylves     | 28       | 169      | 115      | 47       | 8        | 28     | 169    | 115    | 47     | 8      |
| C. Van Gestel | 28       | 148      | 126      | 11       | 11       | 28     | 148    | 126    | 11     | 11     |

P = presenze; PT = punti totali; AV = attacchi vincenti; MV = muri vincenti; BV = battute vincenti